# 北卡罗来纳大学柏油脚跟队
北卡罗来纳大学柏油脚跟队（英語：North Carolina Tar Heels）代表北卡罗来纳大学教堂山分校参加国家大学体育协会（NCAA）第一级别的多项体育赛事，属于大西洋沿岸联盟的成员。其名称柏油脚跟是对北卡罗来纳州人民的昵称。其吉祥物为一只名为拉美西斯的陶赛特羊。

## 全国冠军
北卡校史上共获得过42次NCAA全国冠军：
- 男子（13次）
  - 篮球：1957年、1982年、1993年、2005年、2009年、2017年
  - 袋棍球（5次）：1981年、1982年、1986年、1991年、2016年
  - 足球（2次）：2001年、2011年
- 女子（30次）
  - 篮球（1次）：1994年
  - 曲棍球（6次）：1985年、1995年、1996年、1997年、2007年、2009年
  - 袋棍球（2次）：2013年、2016年
  - 足球（21次）：1982年、1983年、1984年、1986年、1987年、1988年、1989年、1990年、1991年、1992年、1993年、 1994年、1996年、1997年、1999年、2000年、2003年、2006年、2008年、2009年、2012年

以下为未经NCAA背书的5次全国冠军：
- 男子
  - 篮球（1次）：1924年
  - 网球（1次）：2016年
- 女子
  - 足球（1次）：1981年
  - 网球（2次）：2013年、2015年